# Заксенринг (футбольный клуб)
БСГ «Заксенринг» Цвиккау — бывший немецкий футбольный клуб из города Цвиккау.
Основан в 1945 году. В июле 1990 был ликвидирован.
В первом сезоне Оберлиги 1949/50 команда под названием ZSG Horch Zwickau в результате спорной победы в последней игре сезона над соперником «Дрезден-Фридрихштадт» стала чемпионом ГДР. До сезона 1982/83 клуб непрерывно играл в Оберлиге. Команда очень успешно под именами «Мотор Цвиккау» и «Заксенринг Цвиккау» играла в турнирах Кубка ОСНП.
Самое большое международное достижение клуба было в сезоне 1975/76. Команда вошла в полуфинал Кубка обладателей кубков УЕФА. «Заксенринг» победил афинский «Панатинаикос» (0:0, 2:0), «Фиорентину» (0:1, 1:0/6:5 пенальти) и «Селтик» (1:1, 1:0), но уступил победителю кубка «Андерлехту» (0:3, 0:2).
Уже в 1960-х годах «Мотор Цвиккау» два раза принял участия в Кубке обладателей кубков. В сезоне 1963/64 команда дошла до 1/8 финала («МТК Хунгария» Будапешт, 0:2, 1:0), в 1967/68 она проиграла («Торпедо» Москва, 0:0, 0:1).

## Достижения
- Чемпион ГДР: 1950
- Обладатель Кубка ОСНП: 1963, 1967 и 1975